# Руденко Анатолій Кирилович
Анатолій Кирилович Руденко (нар. 7 жовтня 1982:  Москва) — російський актор
театру і кіно. Підтримує путінський режим та війну Росії проти України.

## Біографія
Народився 7 жовтня 1982 року у Москві, у сім'ї акторів Кирила Макеєнко і Любові Руденко.
У 13 років зіграв у фільмі Эльдара Рязанова «Привет, дуралеи!».
У 2004 році закінчивТеатральний інститут імені Бориса Щукіна.
Служив у армії, у ЦАТРА, після закінчення служби залишився у трупі цього театру.

## Громадська позиція
У 2022 році підтримав вторгнення Росії в Україну.

## Особисте життя

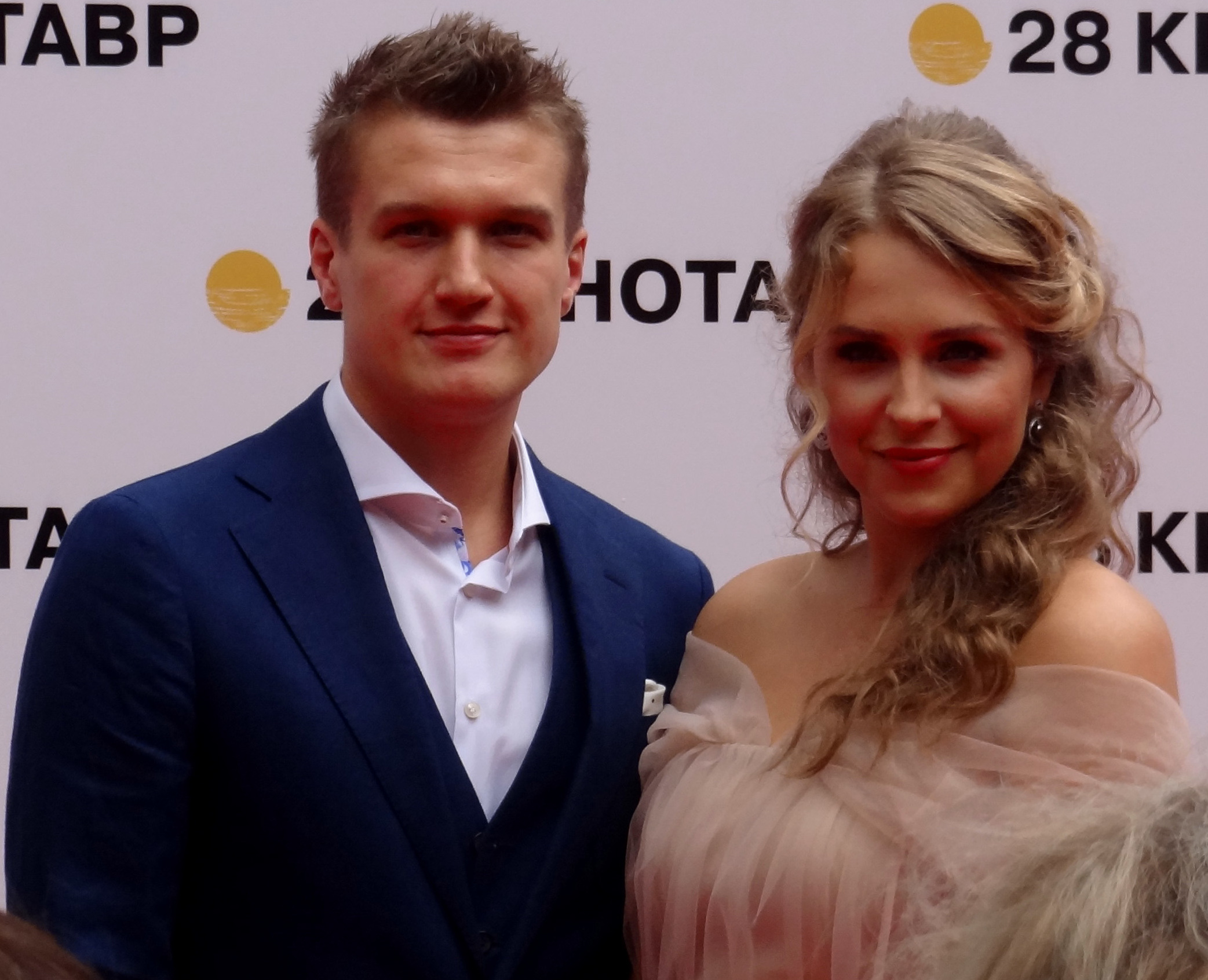
Анатолий Руденко і Елена Дудіна Кінотавр 2017

- Одружений з актрисою Оленою Дудіною, дочка Мілена (нар. 2012)[1]

## Театральні роботи

### ЦАТРА
- Борис Бороздин — В.Розов «Вічно живі»;
- Джек — «Викрадення принцеси фей»;
- Петро Бородин — В.Єжов «Солов'їна ніч»;
- Гарольд — А.Житінкін «Школа любові».

## Фільмографія
- 2018 — Третій повинен піти — Ілля Андріїв
- 2018 — Табу
- 2018 — Серцевих справ майстри — кардіолог Калашніков
- 2018 — Плата за спасіння
- 2018 — Одна брехня на двох — Влад, коханий Варі
- 2018 — Поверни моє життя — Ігор
- 2018 — Вірити і чекати — Федір
- 2017 — Від долі не зарікайся — Гріша Андріїв
- 2016 — Правда Саманти Сміт — Джон Томсон, агент ФБР
- 2015—2017 — Останній мент — Андрій Васильїв, напарник Олексія
- 2015 — Червона королева — Володимир Лавров, онук Августи Леонтьєвни, агент КДБ
- 2015 — Все тільки починається — Олександр Попов
- 2014 — Спіраль — Олексій Камишов
- 2014 — Розірвані нитки — Максим Остапенко
- 2014 — Поклич, і я прийду — Роман
- 2014 — Заміна в одну мить — Сергій Титов
- 2014 — Дорога додому— Максим Суханов, хазяїн піцерії
- 2013 — Я залишаю вам любов — Андрій Чернишов, судовий фельдшер
- 2013 — Тілі-тілі тісто — Іван Коротков, підприємець
- 2013 — Розвідниці — Володимир Семенов, наречений Аріни
- 2013 — Людмила — Саприкін, капітан
- 2013 — Дочекатися любові — Гліб Яценко
- 2013 — Два Івана — Іван Захаров
- 2013 — Букет — Сергій Сазонов
- 2013 — Береги моєї мрії — Олексій Крилов
- 2012 — Тільки про любов — Саша, син Ірини Сергіївни
- 2012 — Смерть шпигунам. Лисяча нора — Мокроусов, лейтенант
- 2012 — Серце не камінь — Петро Зорін
- 2012 — Справа слідчого Нікітіна — Андрій Нікітін, старший слідчий прокуратури
- 2011 — Проїзний квиток — Сергій
- 2011 — Дуель — Володя
- 2011 — Два квитки у Венецію — Саша Жарков
- 2010 — Вчора закінчилася війна — Коля Зубів
- 2010 — Була любов — Женя
- 2009 — Зашморг — Сергій Свешников, ст. лейтенант
- 2009 — Мій — Денис
- 2009 — Жити спочатку — Олександр Тарасів (Клондайк), начальник режиму
- 2009 — Бумеранг з минулого — Михайло і Микола Самойлови у молодості
- 2008—2009 — Рижа — Сергій
- 2008 — І все-таки я люблю… — Сергій, особистий водій генерала Лягушова
- 2008 — Дві долі-4. Нове життя — Петя Юсупов
- 2007 — Путєйци
- 2007 — SOS
- 2006—2007 — Моя Пречистенка — Федір, син Миколи Рєпніна
- 2006—2007 — Ангел-охоронець — Іван Круглов, колишній боксер
- 2005 — Херувим — Стас у юності
- 2005 — Оперативний псевдонім — 2. Код Повернення — епізод
- 2005 — Дві долі-3 — Петро Юсупов
- 2004 — Вони танцювали одну зиму — Саша, син Валерії
- 2004 — Жінки у грі без правил — хлопець
- 2004 — Дорога Марія Березина — Стас Березин, молодший брат Марічки Березиной,  фотограф-початківець
- 2004 — Близнюки — Гріша Ерожин у юності
- 2003—2004 — Бідна Настя — Олексій Шубін, офіцер, поручик
- 2003 — Феєрверк — Іван Усов, кадет
- 2003 — П'ятий ангел — Володимир Тельнов у юності
- 2003 — Операція «Цвіт нації» — епізод
- 2003 — Марш-кидок — епізод
- 2003 — Повернення Мухтара-1 — Стас
- 2002 — Каменская-2 — Градов у юності; син Градова
- 2002 — Казус Беллі — Микола Іванов
- 2002 — Крадійка-2. Щастя напрокат — Артем Берестов
- 2001 — Детектив з поганим характером — Юрій
- 2001 — П'ятий ріг — перший попутник
- 2001 — Крадійка — Артем Берестов
- 1999—2003 — Прості істини — Діма Карпов
- 1996 — Привіт, дуралеї! — Митрофан, син Юри і Світлани

1. ↑  п░п╫п╟загини┌п╬п╩п╦п╧ п═загини┐п╢п╣п╫п╨п╬ п╠п╦п╬пЁя─п╟загини└п╦загини▐, загини└п╬загини┌п╬, загини─п╬загини│загини┌ п╦ п╡п╣загини│, п╩п╦загини┤п╫п╟загини▐ п╤п╦п╥п╫загини▄, п╣пЁп╬ загини│п╣п╪загини▄загини▐ п╦ п╤п╣п╫п╟ 2019